# Holbæk-Udby Kommune
Holbæk-Udby Kommune var en dansk sognekommune i Randers Amt fra 1842 til 1970. Kommunen bestod af Holbæk og Udby Sogne. Den blev ved kommunalreformen i 1970 en del af Rougsø Kommune. Efter strukturreformen i 2007 ligger den tidligere Holbæk-Udby Kommune i Norddjurs Kommune.